# Mořčák evropský
Mořčák evropský (Dicentrarchus labrax Linnaeus, 1758) je dravá mořská ryba. V gastronomii je ryba známá i pod názvem mořčák chutný či mořský vlk. Je jedním z nejvýznamnějších mořských druhů ryb chovaných v akvakultuře.

## Popis
Dožívá se až 15 let.
Dorůstá délky až 100 cm, při hmotnosti až 10 kg.
Na hlavě má cykloidní šupiny, ústa jsou široká. Tělo je pokryto velkými, pravidelnými šupinami. Jeho barva se značně liší v závislosti na původu ryb, od tmavě šedé, modré nebo zelené na hřbetu. Břicho mají bílé či světle žluté. Boky jsou stříbrno-modré, někdy bledě zlaté nebo bronzové.
V prvním roce bývá světlejší než starší ryby a obvykle má tmavé skvrny na horní části těla. Normálně tyto skvrny po roce života zmizí, ale u některých ryb zůstává do dospělosti.
Má dvě oddělené hřbetní ploutve; první s 8 až 10 trny, druhá s 1 trnem a 12 nebo 13 měkkými paprsky. Řitní ploutev se 3 trny a 10 až 12 měkkými paprsky.

## Výskyt
Mořčák evropský žije ve vodách východního Atlantiku. Je rozšířen od severního Norska až po Maroko a dále na Kapverdské ostrovy a do Senegalu. Znám je i ze Středozemního a Černého moře. Chybí v Baltském, Barentsově, Bílém a Kaspickém moři.

## Ekologie
Obývá pobřežní vody do 100 m hloubky, ale běžněji se vyskytuje v mělkých vodách, v pobřežní zóně, v ústí řek či v lagunách. V létě žije v pobřežních vodách a ústí řek, ale v chladnějším počasí se pohybuje v pobřežních vodách a v zimě se stěhuje do hlubokých vod na severu.
Snáší velké teplotní rozdíly, pohybuje se ve vodě o teplotě 5–28 °C.

## Potrava
Je to dravý druh, který se živí převážně malými pelagickými rybami, jako jsou sardinky a smáčci. Také se živí korýši a chobotnicemi. Mladí jedinci konzumují spíš bezobratlé. Je to oportunistický predátor, živí se jakýmkoli druhem kořisti, který je v určitém místě sezónně hojný. Během svého života rozvíjejí různé strategie, aby byl lov kořisti co nejefektivnější.

## Rozmnožování
Tření probíhá ve skupinách. Jikry jsou pelagické. Ve Středomoří se mořčák prvně zapojuje do reprodukce mezi 2. až 4. rokem života, zatímco v Atlantiku se to děje o něco později (samci ve věku 4–7 let a samice 5–8 let). Vytírá se jednou ročně v zimě, ale v jižních oblastech se může vytřít i na jaře.
Vývoj embrya trvá přibližně 3 dny při teplotě 13–14 °C a vývoj larvy přibližně 40 dní při teplotě 19 °C. Velikost jiker je 1,1–1,5 mm.

## Význam
Mořčák evropský je vysoce ceněná sportovní ryba.
Pro své maso se stal prvním mořským druhem (vyjma lososovitých), který se začal komerčně chovat v Evropě a v současnosti je nejvýznamnějším komerčním rybím druhem, který je ve středomořských oblastech ve velkém množství chován. Největšími producenty jsou Řecko, Turecko, Itálie, Španělsko, Chorvatsko a Egypt.